# Segunda batalla de Neferis
La segunda batalla de Neferis fue una batalla de la tercera guerra púnica entre Cartago y la República romana librada en 147 a. C., cerca de la ciudad de Neferis.
Después de la batalla del Puerto de Cartago y la captura de las fortificaciones tras intensos combates en el camino, Publio Cornelio Escipión Emiliano decidió acabar con el ejército cartaginés ubicado en Neferis, donde un año antes los romanos sufrieron una derrota contra Asdrúbal el Beotarca.
En el año 147 a. C., el ejército romano después de bloquear Cartago, cortó los suministros de agua y alimentos enviados a los defensores de Neferis, donde el ejército estaba bajo el mando de Diógenes. Aquí también Escipión bloqueó el campamento cartaginés, tras lo cual las fuerzas cartaginesas salieron a enfrentarse contra un pequeño ejército romano. Después de acabar con el ejército principal, todas las fuerzas romanas se volvieron contra Diógenes. Como resultado de la batalla miles de soldados murieron y rodeados por todos lados, los cartagineses fueron derrotados. La mayor parte del ejércirto cartaginés fue hecho prisionero aunque 4000 hombres consiguieron escapar. La caída de Neferis produjo un impacto significativo en la moral de los defensores de Cartago, que caería pocos meses después.